# Göran Collert
Fritz Anders Göran Collert, född 8 augusti 1937 i Tyskland, är en svensk bankman som blev verkställande direktör i Sparbankernas bankaktiebolag 1984 och dess koncernchef 1987. Han ledde det arbete inom sparbanksrörelsen som resulterade i bildandet av Sparbanken Sverige AB (1992) där han också var verkställande direktör och koncernchef mellan 1992 och 1995 och därefter dess ordförande. Collert var senare också den pådrivande kraften i sammanslagningen av Sparbanken Sverige och Föreningsbanken till Föreningssparbanken (1997) och avslutade sin karriär som styrelseordförande där mellan 1997 och 2003.
Han är adoptivfar till Daniel Collert.